# Лися
Лися́ (кит. упр. 历下, пиньинь Lìxià, буквально: «под горой Лишань») — район городского подчинения города субпровинциального значения Цзинань провинции Шаньдун (КНР).

## История
Когда царство Цинь впервые в истории объединило Китай, то эти места вошли в состав округа Цзибэй (济北郡), и именно тогда в документах эта местность стала называться «Лися».
При империи Хань в 153 году до н. э. был создан уезд Личэн, правление которого разместилось в этих местах. Впоследствии именно здесь размещались органы власти всех уровней: уезда, управы, провинции.
В 1929 году был официально образован город Цзинань, и в этих местах были созданы районы № 1, № 2 и № 3.
В 1955 году была проведена реформа административно-территориального деления Цзинани, и районы вместо номеров получили названия — тогда и появился район Лися.

## Административное деление
Район делится на 14 уличных комитетов.